# 加州閃亮貓
加州閃亮貓（California Spangled Cat）是家貓的一種，毛色紋路近似花豹和豹貓。加州閃亮貓最早大量繁殖於1980年，但是數量並不多，因此價格相當昂貴。
加州閃亮貓是由阿比西尼亚猫、美國短毛貓和英國短毛貓所雜交出的品種。第一隻加州閃亮貓「凱西」（Casey）是由人類學家路易斯·李奇所繁殖出來的，並在1980年開始生育出後代。

## 歷史
人類學家路易斯·李奇透過非洲考察花豹的經驗，因想要透過多種家貓來繁殖出毛色紋路與花豹相近的家貓新品種。第一隻閃亮貓名叫「凱西」（Casey）。
加州閃亮貓於1986年透過內曼·馬庫斯公司的雜誌封面首次公開亮相，並得到普遍良好的評價。 2007年4月23日，第一隻閃亮貓凱西於美國加利福尼亞州逝世。

## 性格
加州閃亮貓十分親近於人和活潑，且喜歡和飼主玩猛撲的遊戲。

## 外部連結
- （英文）閃亮貓凱西的相關資訊
- （英文）petplace.netscape.com on 介紹加州閃亮貓
- （英文）加州閃亮貓
- （英文）相關信息